# Grażyna Sołtyk (ur. 1948)
Grażyna Sołtyk (ur. 20 kwietnia 1948 w Warszawie) – polska dziennikarka, posłanka na Sejm III kadencji.

## Życiorys
Ukończyła w 1973 studia na Wydziale Filologii Polskiej i Słowiańskiej Uniwersytetu Warszawskiego, a w 1980 studia na Wydziale Teologicznym Akademii Teologii Katolickiej. Pracowała jako dziennikarka i menedżer. Działaczka organizacji katolickich.
Pełniła funkcję posła na Sejm III kadencji wybranego z listy ogólnopolskiej Akcji Wyborczej Solidarność. Mandat objęła w 1999 po śmierci Bogdana Żurka. W 2001 należała do zespołu parlamentarnego Przymierza Prawicy. Związała się z Prawem i Sprawiedliwością, z ramienia którego bezskutecznie ubiegała się o mandat posła w 2001 i 2005 oraz zasiadała w radzie miejskiej Warszawy (w latach 2002–2006). W 2007 brała udział w kampanii Prawicy Rzeczypospolitej w wyborach do Senatu.
Weszła w skład komitetu wspierającego kandydaturę Karola Nawrockiego na prezydenta RP w wyborach w 2025.